# Heinrich Maier (filosof)
Heinrich Maier, född 5 februari 1867, död 28 november 1933 i Berlin, var en tysk filosof, svärson till Christoph von Sigwart och far till Anneliese Maier.
Maier var professor först i Tübingen, därefter i Berlin. Han vann berömmelse främst genom sina historisk-filosofiska verk såsom Die Syllogik des Aristoteles (2 band, 1896) och Sokrates (1911), som gentemot den sedvanliga uppfattningen av Sokrates såväl som av de platonska ungdomsdialogerna skisserar en för sin tid ny bild. Bland skrifter kring den sakligt-filosofiska problematiken märks Geist und Wirklichkeit (2 band, 1929).